# Джоан Кроуфорд
Джоан Кроуфорд (англ. Joan Crawford МФА: [ˈd͡ʒoʊ̯n ˈkrɔfɚd] Джо́вн Кро́ферд, справжнє ім'я — Люсілль Фей Ле-Сюр, англ. Lucille Fay LeSueur; 23 березня 1904 — 10 травня 1977) — американська акторка німого й звукового кіно, танцюристка та підприємиця. Лауреатка премій «Оскар» і «Золотий глобус». 10-та в рейтингу найкращих кіноакторок Американського інституту кіномистецтва.
Кроуфорд почала кар'єру в шоу-бізнесі як танцюристка на Бродвеї; у 1925 році підписала контракт з кінокомпанією Metro-Goldwyn-Mayer та спочатку виконувала епізодичні ролі в кіно. Здобула популярність у 1930-x, конкуруючи з Нормою Ширер і Гретою Гарбо. Часто втілювала працелюбних молодих жінок, що досягають успіху в любові та фінансах (ці історії були популярні серед аудиторії епохи Великої депресії), а також владних та жорстких персонажок. У 1940-x Кроуфорд залишалася однією з визначних голлівудських акторок і найвисокооплачуваніших жінок у США.
За головну роль у картині «Мілдред Пірс» Кроуфорд отримала премію «Оскар», а також одні з найбільш хвалебних рецензій кінокритики за свою кар'єру.
З 1955 року брала участь у керівництві компанією PepsiCo, якою володів її чоловік Альфред Стіл. Після його смерті 1959 року продовжувала справу до 1973 року. У 1960-x знімалася в кіно рідше і після кінострічки «Трог» 1970 року завершила кінокар'єру.
Померла від раку 10 травня 1977 року в Нью-Йорку.
Була одружена чотири рази, усиновила п'ятьох дітей.

## Життєпис

### Ранні роки
Люсіль Фей ЛеСюр (англ. Lucille Fay LeSueur) народилася 23 березня в місті Сан-Антоніо, штат Техас. Точний рік народження Кроуфорд невідомий, дані різняться. Достеменно відомий лише відрізок між 1904 та 1908 роками. Батьки (Анна Белл Джонсон і Томас ЛеСюр) розлучилися або до її народження, або незабаром після; дівчинку виростила мати. Першим вітчимом був Генрі Дж. Кассін (цей шлюб вказаний у переписі населення як перший для Анни Белл Джонсон Кроуфорд, ставлячи під сумнів шлюб батьків ЛеСюр). Сім'я жила в Лоутоні, штат Оклахома, де вітчим керував оперним театром. Люсіль, як повідомляється, не підозрювала, що батько їй не рідний, поки її брат Гел не сказав їй. Нестабільність родинного життя вплинула на її освіту, обмеженою початковою школою.
Метою Люсіль було стати танцюристкою. Через травму ноги й три операції була не в змозі навчатися в початковій школі протягом 18 місяців. Повністю одужавши, повернулася до танців. Вітчима звинуватили в розтраті і, хоча виправдали в суді, занесли в чорний список у Лоутоні; у 1916 році сім'я переїхала в Канзас-Сіті, штат Міссурі. Тут ЛеСюр навчалася в католицькій академії Святої Агнеси. Після розлучення батьків залишилася в академії як працююча студентка. Потім перейшла до Рокінгемської академії в тому ж статусі. У 1922 році вступила до Стівенс-колледжа в місті Колумбія, штат Міссурі, який залишила через чотири місяці. У 1923 році ЛеСюр виграла аматорський конкурс естрадних виконавців у Канзас-Сіті і поїхала виступати в клубах Чикаго, Детройта і Нью-Йорка.

### Кар'єра

#### Початок
Під ім'ям Люсіль ЛеСюр Кроуфорд почала танцювати в подорожніх ревю та була помічена у Детройті продюсером Джейкобом Дж. Шубертом. У 1924 році Шуберт поставив кордебалет Невинні очі в театрі Зимовий сад на Бродвеї в Нью-Йорку. Разом з ЛеСюр виступав саксофоніст Джеймс Велтон. Вони можливо одружилися в 1924 році і жили разом кілька місяців, хоча цей шлюб вона ніколи не згадувала пізніше. 24 грудня 1924 Metro-Goldwyn-Mayer запропонував ЛеСюр контракт на $ 75 на тиждень.
На початку 1925 року вона вирушає в Голлівуд та майже відразу отримує роль у фільмі «Дівочі посиденьки», з Сейзу Піттс в головній ролі. Підписує договір з «Metro-Goldwyn Pictures» і за наполяганням студії бере постійний псевдонім «Джоан Кроуфорд», який ненавиділа, кажучи, що Кроуфорд звучить як «рак». У тому ж році виконала невеликі ролі у фільмах Весела вдова та Старий одяг.

#### Просування і перші успіхи
За згадками сценариста MGM Фредеріка Сагора Мааса: «Ніхто не робив Джоан Кроуфорд зіркою. Джоан Кроуфорд стала зіркою, бо Джоан Кроуфорд вирішила стати зіркою». Вона почала відвідувати танці в післяобідній час в готелях по всьому Голлівуду, де часто вигравала танцювальні конкурси у стилі чарльстон і блек боттом.
Стратегія ЛеСюр з самореклами спрацювала, і MGM взяла її у фільми, де вона вперше справила враження на аудиторію. У тому ж році Кроуфорд працювала в Леді ночі з Нормою Ширер в головній ролі (Кроуфорд працювала двійницею Ширер і її обличчя не показували). Кроуфорд прагнула ролей Ширер, але продюсер Ірвінг Тальберг гарантував їй головні ролі у всіх фільмах MGM.
Наступного року Кроуфорд названа однією з Молодих зірок, разом з Мері Астор, Мері Брайан, Долорес Костелло, Долорес дель Ріо, Джанет Гейнор, та Фей Рей. У 1926 році вона знялась у фільмі Париж. Мала стрсунки з деякими провідними зірками MGM (Рамон Новарро, Вільям Гайнс, Джон Гілберт, Тім Маккой). В 1927 році з'явилася зі своїм другом, Вільямом Гейнсом, у фільмі Весняна лихоманка, першим з трьох, де вони працювали разом. Справжній успіх принесла ЛеСюр головна роль у фільмі «Наші танцюючі дочки» (1928), за яким були ще кілька успішних стрічок.
3 червня 1929 ЛеСюр одружилися з Дугласом Фербенксом-молодшим в римо-католицькій церкві на Манхеттені, хоча католиками вони не були. Батько нареченого Дуглас Фербенкс і мачуха Мері Пікфорд були проти шлюбу. У тому ж році ЛеСюр знялася у своєму останньому німому фільмі Наші сучасні дівчата і першому звуковому: Неприручений з Робертом Монтгомері в головній ролі.
У 1930-х кар'єра ЛеСюр успішно розвивалася, вона залишалася однією з провідних акторок «MGM» і знялася в таких важливих фільмах, як «Слизькі перли» (1931), «Гранд-готель» (1932), «Седі МакКі» (1934), «Дами більше не потрібно» (1935) і «Любов у бігах» (1936). Також акторка стала прототипом для створення образу Злої королеви для мультфільму «Walt Disney» «Білосніжка і сім гномів» (1937).

#### Перехід до Warner Brothers
У 1943 році ЛеСюр покидає «MGM», оскільки студія перестала пропонувати їй ролі, що відповідали її потребам, і переходить до «Warner Brothers». 1 липня 1943 року за $ 500 000 вона підписує з Warner Brothers угоду на три фільми. ЛеСюр казала, що однією з головних причин підписання контракту було бажання грати роль «Метті» в запланованій екранізації роману Едіт Вортон Ітан Фром 1944 року.

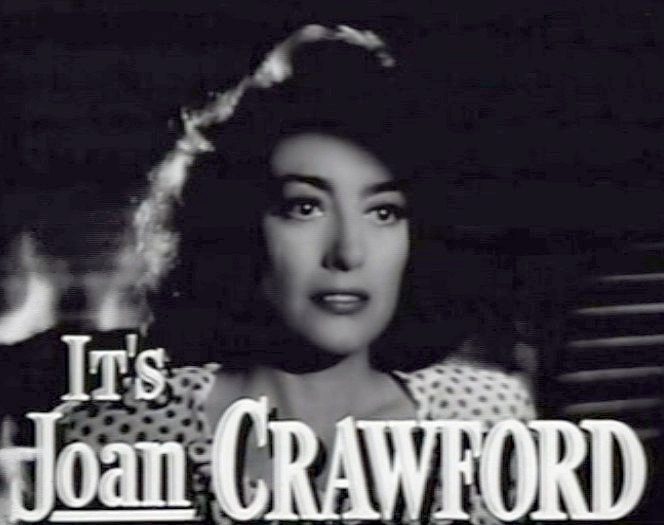
У фільмі Мілдред Пірс

Співпраця зі студією принесла акторці «Оскар» за головну роль у фільмі «Мілдред Пірс» (1945). Протягом кількох років вона була однією з найбільш шанованих і успішних акторок Голлівуду. У 1946 році знялася з Джоном Гарфілдом у фільмі Гумореска. З Ван Гефліном працювала у фільмі Одержима (1947), за який номінована на другий Оскар. Після третьої номінації, на початку 1950-х, знімається менше і з істотно меншим успіхом. До цього часу акторка відчула втрату інтересу студії до себе і вирішила рухатися далі. У 1953 році з'явилася у своєму останньому фільмі для MGM, Сумна пісня. Фільм отримав позитивні відгуки й помірний успіх у прокаті.
Ле Сюр прийняла ще двох дітей у 1947 році, близнюків, яких назвала Сінді і Кеті.

#### Бізнес
Кроуфорд одружилася з Альфредом Стілом у готелі Фламінго в Лас-Вегасі 10 травня 1955 року. Зустріла його на вечірці PepsiCo в 1950 році, відновила знайомство під час новорічної вечірки 1954 року. Чоловік на той час став президентом Pepsi Cola, а пізніше головою правління і головним виконавчим директором.
Після смерті чоловіка від серцевого нападу у квітні 1959 року ЛеСюр обрана заповнити вакантне місце в раді директорів. Вона отримала шосту щорічну премію «Pally Award» за найзначніший внесок у продажах компанії. У 1973 році ЛеСюр змушена піти у відставку з компанії за наказом виконавчого директора Дона Кендалла.

#### Кінець кар'єри

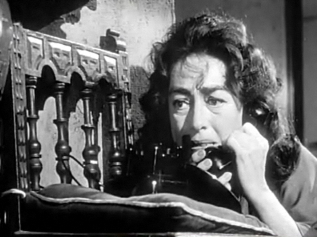
Джоан Кроуфорд у ролі Бланш Гадсон у фільмі Що сталося з Бебі Джейн?

Після номінації на «Оскар» за фільм Раптовий страх (1952) ЛеСюр продовжує стабільно працювати протягом всього десятиліття. Залишившись після смерті Альфреда Стіла майже без коштів, прийняла невелику роль у фільмі Найкраще (1959), за який отримала позитивні відгуки. Проте на початку 1960-х її статус у кіно значно знизився.
У 1962 ЛеСюр втілила Бланш Гадсон в успішному психологічному трилері Що сталося з Бебі Джейн? Фільм мав величезний успіх, покривши всі витрати протягом 11 днів після загальнонаціонального випуску. У тому ж році знялася в ролі Люсі Гарбін у фільмі жахів Вільяма Касла Гамівна сорочка (1964). 1965 року зіграла Емі Нельсон у фільмі Я бачила, що ви зробили (1965).

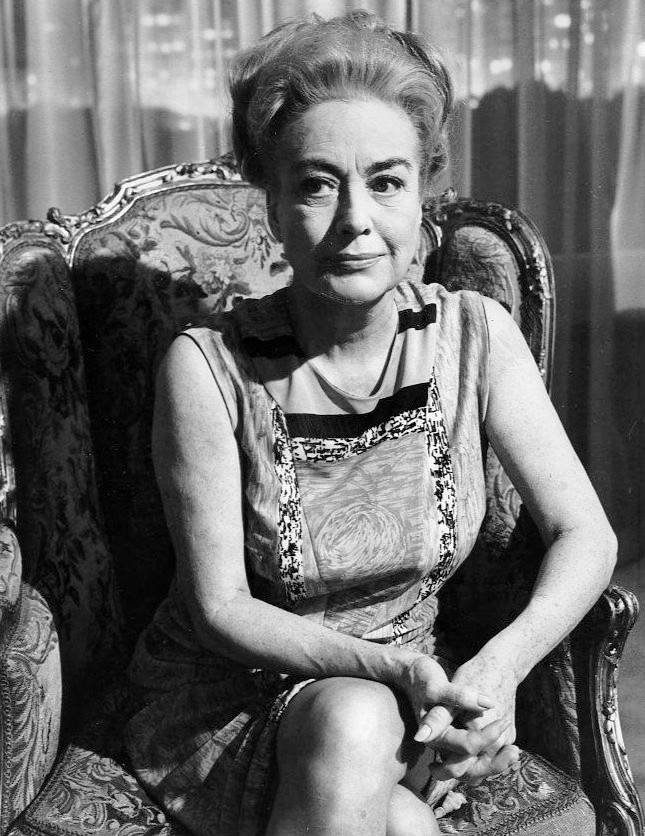
Нічна галерея, 1969

У 1969 році ЛеСюр з'явилася в телевізійному серіалі Нічна галерея (виходив протягом 1969—1973). Остання поява на великому екрані — роль докторки Броктон у фільмі жахів Германа Коена Трог (1970), у завершення 45-річної кар'єри з понад 80 фільмів.

### Останні роки
У 1970 році ЛеСюр була представлена разом з Сесілем Б. Де Міллем до премії Золотий глобус. Опублікувала автобіографію, Портрет Джоан, у співавторстві з Джейн Кеснер Ардмор, у 1962 році через видавництво Даблдей. Наступна книга, Мій спосіб життя, опублікована в 1971 році у видавництві Саймон і Шустер.
Останній публічний виступ ЛеСюр відбувся 23 вересня 1974 року, у гостях у давньої подруги Розалінд Расселл, що хворіла тоді на рак молочної залози та артрит, у Нью-Йорку в ресторані Веселковий номер.

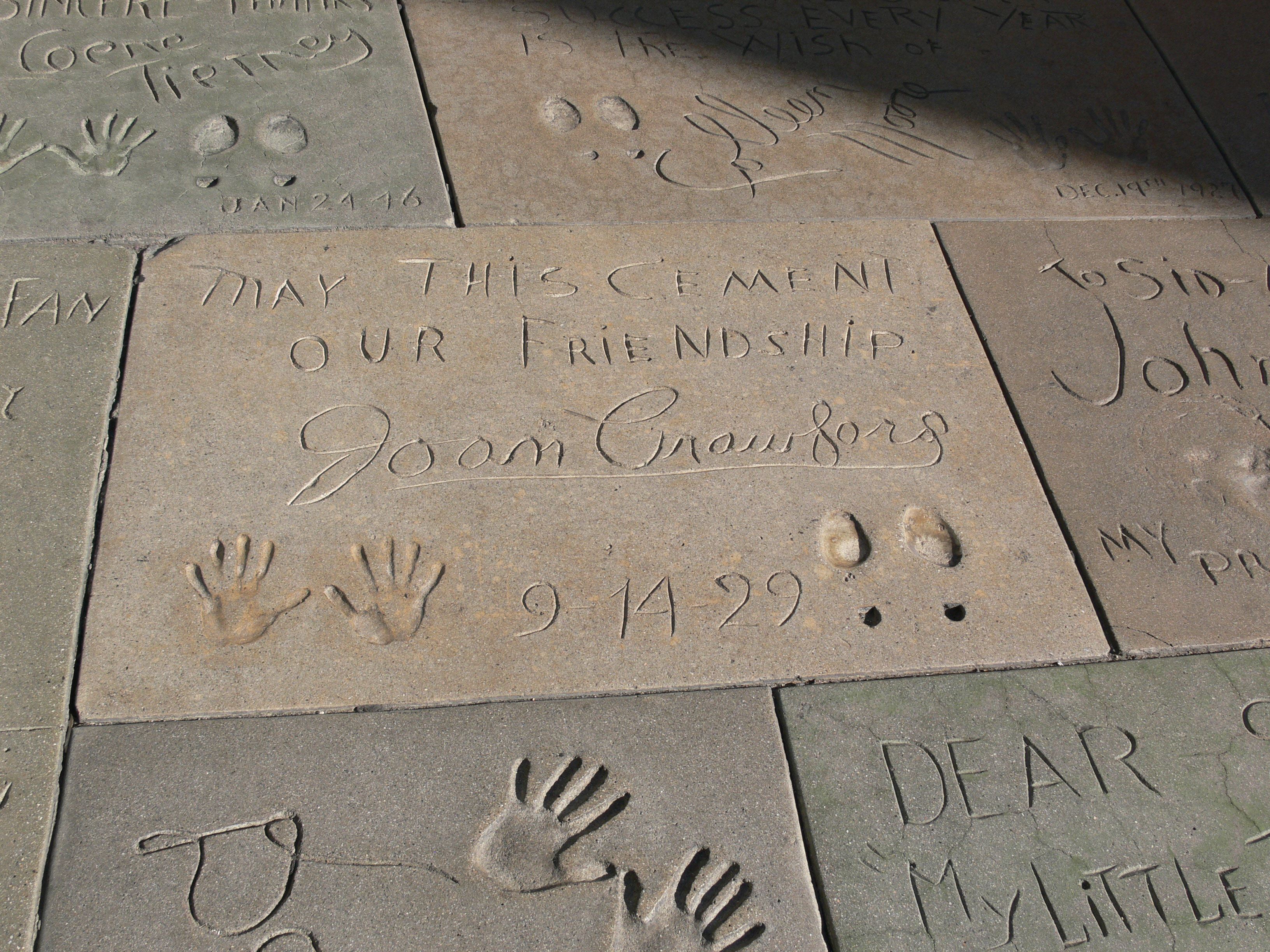
Сліди рук і ніг Джоан Кроуфорд

8 травня 1977 року ЛеСюр віддала улюблену ши-тцу «Принцесу лотос», оскільки була надто слабка, щоб про неї піклуватися, а через два дні померла у своїй квартирі в Нью-Йорку від серцевого нападу. Повідомляється також, що вона хворіла на рак підшлункової залози. Похорон відбувся на Кемпбелл Фанрел Гаус, Нью-Йорк, 13 травня 1977 року. У заповіті, підписаному 28 жовтня 1976 року, ЛеСюр заповіла двом своїм малим донькам, Сінді і Кеті, по $ 77500. Значну суму вона залишила різним благодійним організаціям. ЛеСюр кремовано, її прах був поміщений у склеп з Альфредом Стілом на кладовищі Фернкліфф у Нью-Йорку.

## Пам'ять
Сліди рук і ніг Джоан Кроуфорд увіковічнені в зовнішньому дворі Китайського театру на Голлівудському бульварі в Голлівуді. Вона має зірку на Алеї слави в Голлівуді за адресою 1750 Вайн-стріт.

## Фільмографія

### Німі фільми
| Рік  | №  | Українська назва          | Оригінальна назва         | Кінокомпанія            |
| ---- | -- | ------------------------- | ------------------------- | ----------------------- |
| 1925 | 1  | Леді ночі                 | Lady of the Night         | Metro-Goldwyn-Mayer     |
| 1925 | 2  | Горда плоть               | Proud Flesh               | Metro-Goldwyn-Mayer     |
| 1925 | 3  | Раба моди                 | A Slave of Fashion        | Metro-Goldwyn-Mayer     |
| 1925 | 4  | Весела вдова              | The Merry Widow           | Metro-Goldwyn-Mayer     |
| 1925 | 5  | Дівочі посиденьки         | Pretty Ladies             | Metro-Goldwyn-Mayer     |
| 1925 | 6  | Коло                      | The Circle                | Metro-Goldwyn-Mayer     |
| 1925 | 7  | Мічман                    | The Midshipman            | Metro-Goldwyn-Mayer     |
| 1925 | 8  | Витончений грішник        | The Exquisite Sinner      | Metro-Goldwyn-Mayer     |
| 1925 | 9  | Великий парад             | The Big Parade            | Metro-Goldwyn-Mayer     |
| 1925 | 10 | Бен-Гур: історія Христа   | Ben Hur                   | Metro-Goldwyn-Mayer     |
| 1925 | 11 | Старий одяг               | Old Clothes               | Metro-Goldwyn-Mayer     |
| 1925 | 12 | Єдиний                    | The Only Thing            | Metro-Goldwyn-Mayer     |
| 1925 | 13 | Саллі, Ірен і Мері        | Sally, Irene and Mary     | Metro-Goldwyn-Mayer     |
| 1926 | 14 | Бродяга, бродяга, бродяга | Tramp, Tramp, Tramp       | First National Pictures |
| 1926 | 15 | Йолоп                     | The Boob                  | Metro-Goldwyn-Mayer     |
| 1926 | 16 | Париж                     | Paris                     | Metro-Goldwyn-Mayer     |
| 1927 | 17 | Переможці пустелі         | Winners of the Wilderness | Metro-Goldwyn-Mayer     |
| 1927 | 18 | Платні танцівниці         | The Taxi Dancer           | Metro-Goldwyn-Mayer     |
| 1927 | 19 | Розуміння серця           | The Understanding Heart   | Metro-Goldwyn-Mayer     |
| 1927 | 20 | Невідомий                 | The Unknown               | Metro-Goldwyn-Mayer     |
| 1927 | 21 | На дванадцять миль геть   | Twelve Miles Out          | Metro-Goldwyn-Mayer     |
| 1927 | 22 | Весняна лихоманка         | Spring Fever              | Metro-Goldwyn-Mayer     |
| 1928 | 23 | Вест-Пойнт                | West Point                | Metro-Goldwyn-Mayer     |
| 1928 | 24 | Закон хребта              | The Law of the Range      | Metro-Goldwyn-Mayer     |
| 1928 | 25 | Роза-Марія                | Rose-Marie                | Metro-Goldwyn-Mayer     |
| 1928 | 26 | Через Сінгапур            | Across to Singapore       | Metro-Goldwyn-Mayer     |
| 1928 | 27 | Чотири стіни              | Four Walls                | Metro-Goldwyn-Mayer     |
| 1928 | 28 | Наші танцюючі дочки       | Our Dancing Daughters     | Cosmopolitan Production |
| 1928 | 29 | Сон любові                | Dream of Love             | Cosmopolitan Production |
| 1929 | 30 | Герцог йде геть           | The Duke Steps Out        | Cosmopolitan Production |
| 1929 | 31 | Наші сучасні дівчата      | Our Modern Maidens        | Cosmopolitan Production |

### Звукові фільми
| Рік  | №  | Українська назва             | Оригінальна назва                | Кінокомпанія        |
| ---- | -- | ---------------------------- | -------------------------------- | ------------------- |
| 1929 | 32 | Голлівудське рев'ю 1929 року | The Hollywood Revue of 1929      | Metro-Goldwyn-Mayer |
| 1929 | 33 | Неприручений                 | Untamed                          | Metro-Goldwyn-Mayer |
| 1930 | 34 | Місяць Монтани               | Montana Moon                     | Metro-Goldwyn-Mayer |
| 1930 | 35 | Наші сором'язливі наречені   | Our Blushing Brides              | Metro-Goldwyn-Mayer |
| 1930 | 36 | Плата                        | Paid                             | Metro-Goldwyn-Mayer |
| 1931 | 37 | Танцюйте, дурні, танцюйте    | Dance, Fools, Dance              | Metro-Goldwyn-Mayer |
| 1931 | 38 | Повна здача                  | Complete Surrender               | Metro-Goldwyn-Mayer |
| 1931 | 39 | Усміхнені грішники           | Laughing Sinners                 | Metro-Goldwyn-Mayer |
| 1931 | 40 | Цей сучасний вік             | This Modern Age                  | Metro-Goldwyn-Mayer |
| 1931 | 41 | Одержима                     | Possessed                        | Metro-Goldwyn-Mayer |
| 1932 | 42 | Гранд-готель                 | Grand Hotel                      | Metro-Goldwyn-Mayer |
| 1932 | 43 | Летті Лінтон                 | Letty Lynton                     | Metro-Goldwyn-Mayer |
| 1932 | 44 | Дощ                          | Rain                             | United Artists      |
| 1933 | 45 | Сьогодні ми живемо           | Today We Live                    | Metro-Goldwyn-Mayer |
| 1933 | 46 | Танцююча леді                | Dancing Lady                     | Metro-Goldwyn-Mayer |
| 1934 | 47 | Седі МакКі                   | Sadie McKee                      | Metro-Goldwyn-Mayer |
| 1934 | 48 | Ланцюги                      | Chained                          | Metro-Goldwyn-Mayer |
| 1934 | 49 | Забуваючи про всіх інших     | Forsaking All Others             | Metro-Goldwyn-Mayer |
| 1935 | 50 | Дами більше не потрібно      | No More Ladies                   | Metro-Goldwyn-Mayer |
| 1935 | 51 | Я живу своїм життям          | I Live My Life                   | Metro-Goldwyn-Mayer |
| 1936 | 52 | Чудова інсинуація            | The Gorgeous Hussy               | Metro-Goldwyn-Mayer |
| 1936 | 53 | Любов у бігах                | Love on the Run                  | Metro-Goldwyn-Mayer |
| 1937 | 54 | Кінець місіс Чейні           | The Last of Mrs. Cheyney         | Metro-Goldwyn-Mayer |
| 1937 | 55 | Наречена була в червоному    | The Bride Wore Red               | Metro-Goldwyn-Mayer |
| 1938 | 56 | Манекен                      | Mannequin                        | Metro-Goldwyn-Mayer |
| 1938 | 57 | Світла година                | The Shining Hour                 | Metro-Goldwyn-Mayer |
| 1939 | 58 | Льодове божевілля            | Ice Follies of 1939              | Metro-Goldwyn-Mayer |
| 1939 | 59 | Жінки                        | The Women                        | Metro-Goldwyn-Mayer |
| 1940 | 60 | Дивний вантаж                | Strange Cargo                    | Metro-Goldwyn-Mayer |
| 1940 | 61 | Сьюзен і Бог                 | Susan and God                    | Metro-Goldwyn-Mayer |
| 1941 | 62 | Обличчя жінки                | A Woman's Face                   | Metro-Goldwyn-Mayer |
| 1941 | 63 | Коли дами зустрічаються      | When Ladies Meet                 | Metro-Goldwyn-Mayer |
| 1942 | 64 | Вони всі цілували наречену   | They All Kissed the Bride        | Columbia Pictures   |
| 1942 | 65 | Знову разом у Парижі         | Reunion in France                | Metro-Goldwyn-Mayer |
| 1943 | 66 | Поза підозрою                | Above Suspicion                  | Metro-Goldwyn-Mayer |
| 1944 | 67 | Голлівудська їдальня         | Hollywood Canteen                | Warner Brothers     |
| 1945 | 68 | Мілдред Пірс                 | Mildred Pierce                   | Warner Brothers     |
| 1946 | 69 | Гумореска                    | Humoresque                       | Warner Brothers     |
| 1947 | 70 | Одержима                     | Possessed                        | Warner Brothers     |
| 1948 | 71 | Дейзі Кеньйон                | Daisy Kenyon                     | 20th Century Fox    |
| 1949 | 72 | Шлях фламінго                | Flamingo Road                    | Warner Brothers     |
| 1949 | 73 | Це велике почуття            | It's a Great Feeling             | Warner Brothers     |
| 1950 | 74 | Прокляті не плачуть          | The Damned Don't Cry!            | Warner Brothers     |
| 1950 | 75 | Гарріет Крейг                | Harriet Craig                    | Columbia Pictures   |
| 1951 | 76 | Прощай, моя примха           | Goodbye, My Fancy                | Warner Brothers     |
| 1952 | 77 | Ці небезпечні жінки          | This Woman is Dangerous          | Warner Brothers     |
| 1952 | 78 | Раптовий страх               | Sudden Fear                      | RKO Radio Pictures  |
| 1953 | 79 | Сумна пісня                  | Torch Song                       | Metro-Goldwyn-Mayer |
| 1954 | 80 | Джонні Гітара                | Johnny Guitar                    | Republic Pictures   |
| 1955 | 81 | Жінка на пляжі               | Female on the Beach              | Universal Pictures  |
| 1955 | 82 | Королева бджіл               | Queen Bee                        | Columbia Pictures   |
| 1956 | 83 | Осіннє листя                 | Autumn Leaves                    | Columbia Pictures   |
| 1957 | 84 | Історія Естер Костелло       | The Story of Esther Costello     | Columbia Pictures   |
| 1959 | 85 | Найкраще                     | The Best of Everything           | 20th Century Fox    |
| 1962 | 86 | Що сталося з Бебі Джейн?     | What Ever Happened to Baby Jane? | Warner Brothers     |
| 1963 | 87 | Сторож                       | The Caretakers                   | United Artists      |
| 1964 | 88 | Гамівна сорочка              | Strait-Jacket                    | Columbia Pictures   |
| 1965 | 89 | Я бачила, що ви зробили      | I Saw What You Did               | Universal Pictures  |
| 1967 | 90 | Каратисти-вбивці             | The Karate Killers               | Metro-Goldwyn-Mayer |
| 1968 | 91 | Берсерк!                     | Berserk!                         | Columbia Pictures   |
| 1970 | 92 | Трог                         | Trog                             | Warner Brothers     |

## Нагороди й номінації
| Нагорода                          | Рік  | Категорія                       | Робота                   | Результат |
| --------------------------------- | ---- | ------------------------------- | ------------------------ | --------- |
| Оскар                             | 1946 | Найкраща жіноча роль            | Мілдред Пірс             | Перемога  |
| Оскар                             | 1948 | Найкраща жіноча роль            | Одержима                 | Номінація |
| Оскар                             | 1953 | Найкраща жіноча роль            | Раптовий страх           | Номінація |
| БАФТА                             | 1964 | Найкраща іноземна акторка       | Що сталося з Бебі Джейн? | Номінація |
| Золотий глобус                    | 1953 | Найкраща жіноча роль — драма    | Раптовий страх           | Номінація |
| Золотий глобус                    | 1970 | Премія імені Сесіля Б. Де Мілля | Н/Д                      | Перемога  |
| Національна рада кінокритиків США | 1945 | Найкраща жіноча роль            | Мілдред Пірс             | Перемога  |

## Цікаві факти
- У фільмі «Вони всі цілували наречену» (1942) ЛеСюр зіграла роль, призначену Керол Ломбард, після її загибелі в авіакатастрофі в турі для збору коштів на допомогу армії. Весь гонорар за зйомки ЛеСюр перерахувала в Червоний Хрест і звільнила свого агента за утримання з цієї суми обумовлених контрактом 10 %.
- Кроуфорд особисто відповідала на всі листи від фанатів. Надсилання автографів протягом багатьох років займало більшу частину її вільного часу. Виняток склали тільки однокласники зі Стівенс-коледжу, які цькували її під час навчання.
- У ЛеСюр була манія чистоти.